# Mansonia altissima
Mansonia altissima ist eine afrikanische Laubbaumart der Gattung Mansonia in der Familie der Malvengewächse (Malvaceae). Im westlichen Teil Zentralafrikas, in dem Mansonia altissima beheimatet ist, sind ferner die Trivialnamen Aprono (Twi in Ghana), Afon (Ofon), Odo und Urodo (Nigeria), sowie Koul (Kongo) gebräuchlich. Im deutschsprachigen Holzimportmarkt wird das Holz sowohl als Mansonia als auch als Bété angeboten.

## Beschreibung

### Vegetative Merkmale
Mansonia altissima erreicht als mittelgroßer bis großer, immergrüner Baum eine Höhe von bis zu 35, nach einigen Angaben bis 45 m bei einem mittleren Durchmesser von bis über 100 cm. Im Vergleich zu anderen Sterculiaceen wächst der zylindrische Stamm gerade und gut geformt und ist häufig bis zu einer Höhe von 20 m hinauf astfrei und nutzholztauglich. Gelegentlich sind schmale Brettwurzeln bis in eine Höhe von ca. 3,7 m ausgebildet. Die relativ kleine Krone besteht aus horizontal abstehenden Ästen. Die Borke ist in jungen Exemplaren braun und glatt, später blass-braungrau, innen gelb und bei älteren Bäumen längsrissig mit rundlichen Schuppen.
Die wechselständigen, eiförmigen bis verkehrt-eiförmigen oder rundlichen, einfachen und papierigen Laubblätter können eine Länge von 15–30 cm und Breite von 7–23 cm erreichen. Die Basis der Blattspreite ist herzförmig, die Spitze abgerundet bis bespitzt oder zugespitzt, der Rand kann schwach gewellt, gebuchtet oder, vor allem an jungen Pflanzen, gezähnt sein. An der Basis des 2–5 cm langen Blattstiels sitzen zwei, nicht ausdauernde, dreieckige Nebenblätter. Die Blattstiele und die Unterseite der Blattspreite sind filzig behaart, mit eingestreuten Sternhaaren. Die Nervatur ist handförmig.
Die Art wirft von Februar bis Anfang April das Laub ab.

### Generative Merkmale
Die an den Trieben endständigen (zymösen) reichblütigen und auffälligen Blütenstände erreichen 12 bis 15 Zentimeter Länge, sie sind kurz und dicht behaart. Die etwa bis einen Zentimeter lang gestielten, zwittrigen und duftenden Einzelblüten mit doppelter Blütenhülle besitzen einen etwa einen Zentimeter langen, einseitig aufgespaltenen, behaarten Kelch. Die fünf kahlen Kronblätter sind verkehrt-eiförmig und erreichen etwa 12 Millimeter Länge und 6 Millimeter Breite. Sie sind weiß gefärbt. Die zehn kreisförmig angeordneten, fast sitzenden Staubbeutel und die schuppigen Staminodien sitzen auf einem Androgynophor von etwa 18 Millimeter Länge. Der oberständige Fruchtknoten besteht aus fünf freien, samtig behaarten Fruchtblättern mit fädigen Griffeln.
Die Früchte bestehen aus einem bis drei eiförmigen Nüsschen von etwa 5 Millimeter Durchmesser mit netzartig strukturierter Oberfläche, an dem einseitig ein 5 bis 6 Zentimeter langer, papieriger Flügel ansitzt.
Die Blütezeit beginnt im Juni und endet im August. Die Früchte sind reif von Dezember bis Februar. Die windverbreiteten Früchte finden sich meist recht nahe dem Mutterbaum.

### Holz
Mansonia altissima weist einen ungefähr 4 cm breiten weißlichen Splint auf. Die Färbung des Kernholzes kann je nach Provenienz und Herkunft von hell- bis dunkelbraun und violettschwarz variieren, wobei die Unterschiede bei längerer Lichteinwirkung verblassen. Teilweise ist das Kernholz auch mit matt-rötlichen, purpurnen oder graugrünen Streifen durchzogen. Aufgrund der stellenweise violettschwarzen Färbung zeigt das Holz eine erhebliche Ähnlichkeit zu dem des nordamerikanischen Schwarznussbaums (Juglans nigra) und wird daher auch fälschlicherweise im Furnierhandel als „Afrikanischer Nussbaum“ gehandelt.

#### Holzanatomie
Mansonia altissima ist ein Zerstreutporer, was bedeutet, dass die vorhandenen Gefäße ohne spezifische Anordnung sind. Die zahlreichen Gefäße liegen in radialen Gruppen von meist zwei oder drei Poren vor. Im Längsschnitt sind diese als schmale Porenrillen sichtbar. Die Zuwachszonen werden durch die dunklen Spätholzzonen deutlich. Es liegen zahlreiche (9 bis 11 pro mm), schmale und heterogene Holzstrahlen vor. Die Breite der Holzstrahlen liegt meist bei einer bis drei Zellen, die Höhe bei ca. zehn bis 15 Zellen. Kristalline Ablagerungen von Kalziumoxalat finden sich auf Holzstrahl- und Speicherzellen. Es handelt sich um ein geradfaseriges Holz bei dichten und gleichmäßigen Wuchs.

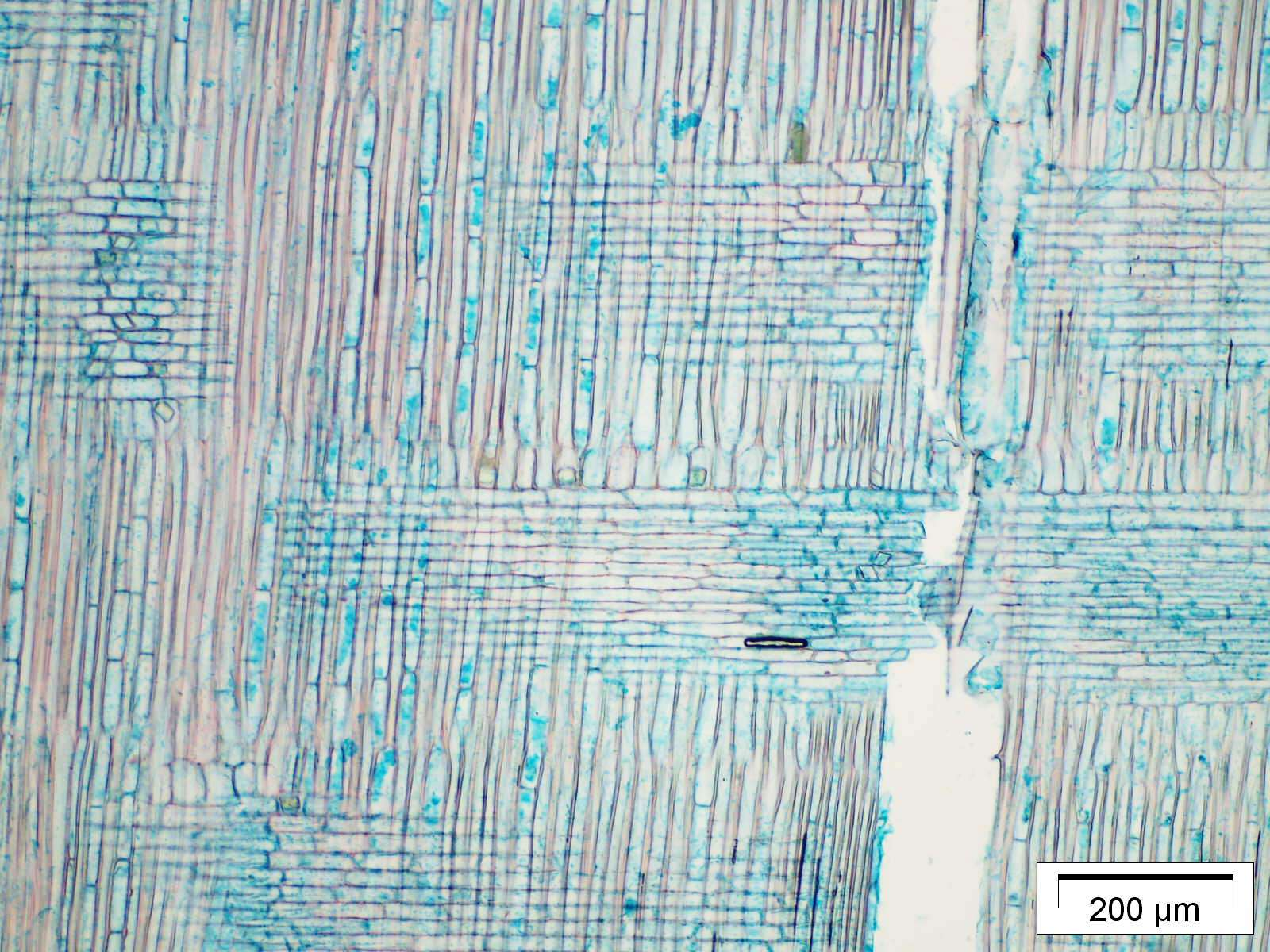
Radialschnitt von Mansonia altissima
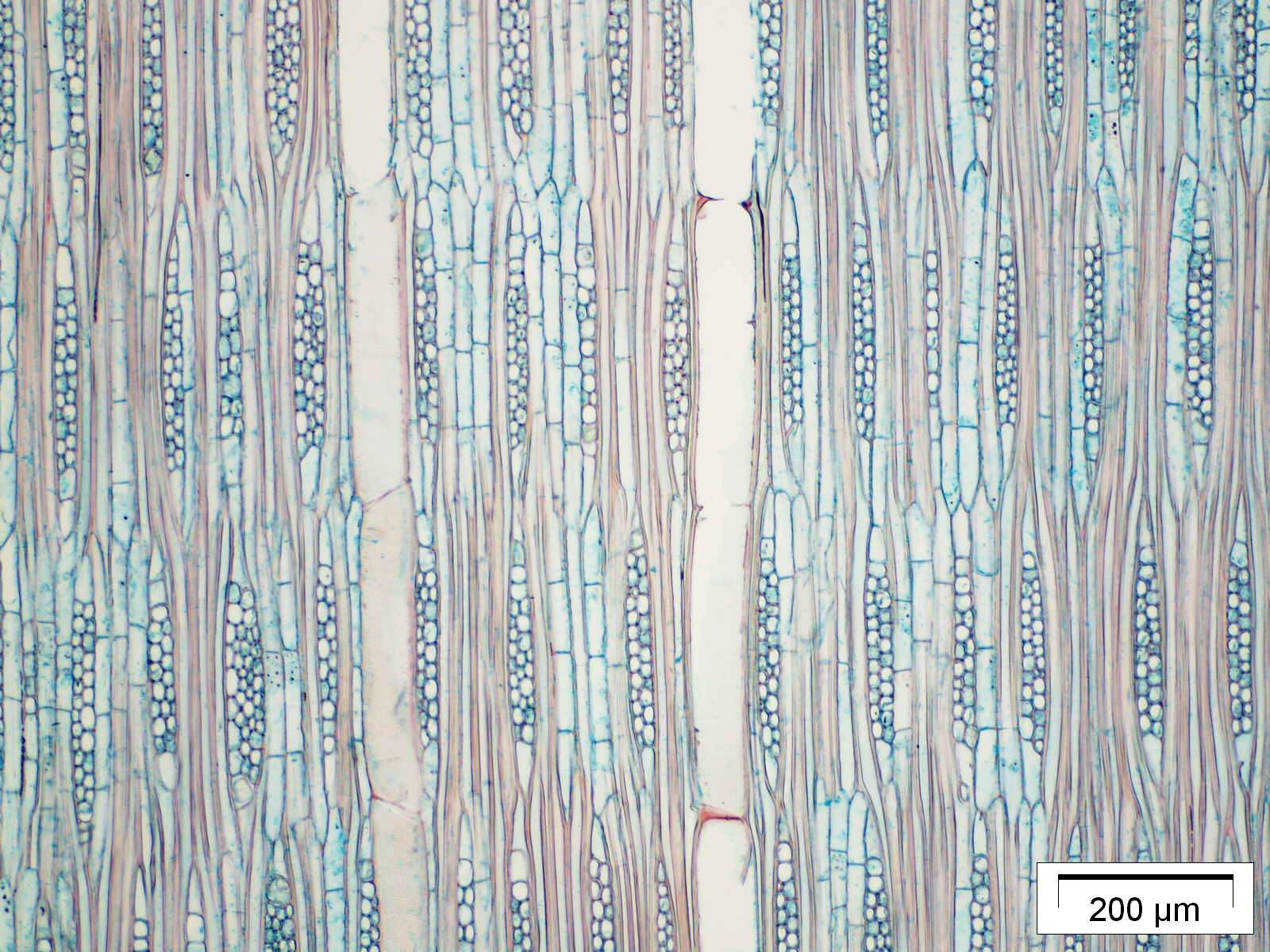
Tangentialschnitt von Mansonia altissima
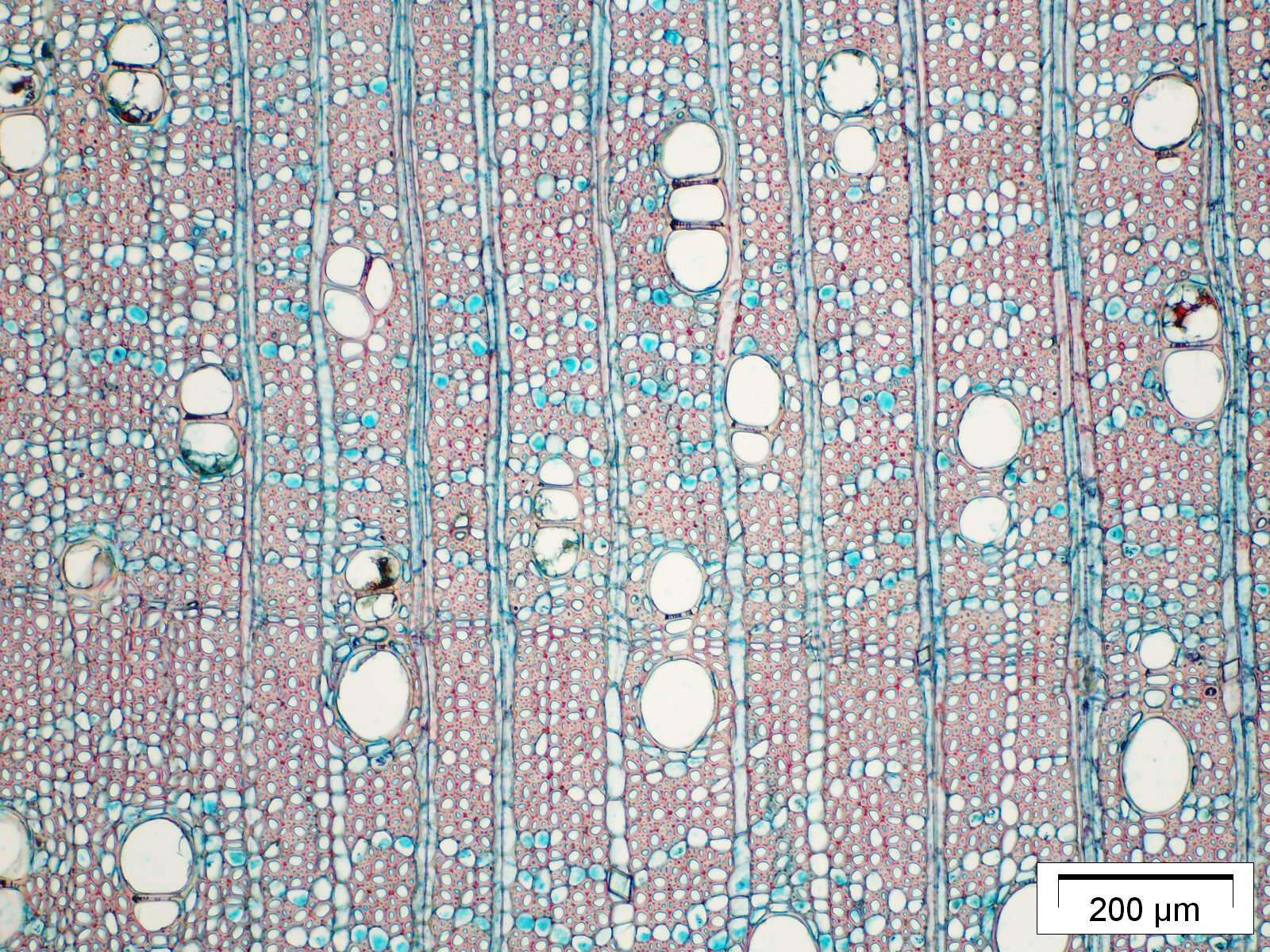
Querschnitt von Mansonia altissima

## Vorkommen und Lebensraum

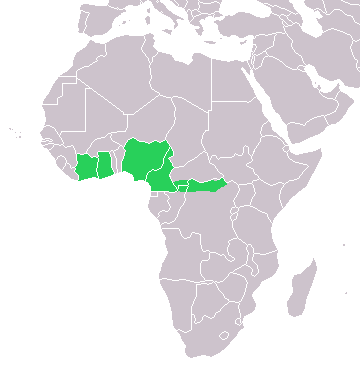
Mansonia altissima ist von Ost-Liberia bis in den Nordost-Kongo vertreten.

Als Heimatregionen von Masonia altissima wird die gesamte Oberguineaküste von Ost-Liberia über die Elfenbeinküste, Ghana und Nigeria, bis in den Südosten Kameruns genannt. Stellenweise gibt es auch Vorkommen im Nordosten des Kongos. Das bevorzugte Gebiet von Mansonia altissima ist das Flachland der Regenwaldzonen mit ausgeprägten Trockenperioden. Der einzeln verstreut wachsende Baum ist vor allem in den Übergangsgebieten zwischen dem immergrünen Feuchtwald und dem laubwerfenden Trockenwald anzutreffen.
Die halbimmergrünen Wälder, die die Art bevorzugt, wachsen in Regionen mit etwa 1600 Millimeter Jahresniederschlag mit einer ausgeprägten Trockenzeit. Im Norden kommt sie bis in vereinzelte Waldinseln innerhalb des Savannengürtels vor. In einigen Regionen, so in Ghana, ist die Art in aufgelichteten Sekundärwäldern häufiger als im ungestörten primären Wald. Samen keinen auf nährstoffreichen, gut dränierten Böden, bei Pflanzung auf bodennassen Standorten gehen sie binnen weniger Jahre zugrunde. Die Jungpflanzen sind sehr lichtbedürftig.

## Verwendung und Eigenschaften
Die Trocknung findet leicht und schnell statt. Bei der Verarbeitung des trockenen Holzes sollten unbedingt Absaugvorrichtungen vorgesehen werden, da der Holzstaub durch seine toxischen Inhaltsstoffe, wodurch das Holz als sehr dauerhaft gilt, zu Reizungen der Schleimhäute führt. In Teilen der südwestlichen Elfenbeinküste ist die Rinde Hauptbestandteil eines sehr wirkungsvollen Pfeilgifts, das auch in Speerfallen für großes Wild verwendet wird.
Aufgrund seiner Ähnlichkeit zum Schwarznussbaum wird das Holz von Mansonia altissima häufig als Nussbaumersatz verwendet. Außerdem wird das Holz für die Herstellung von Musikinstrumenten, speziell in der Pianofabrikation, genutzt. Zusätzlich werden daraus Armaturen und Innenausstattungen, hochwertige Möbelstücke, Parkette und Mikrofurniere (sehr dünn) hergestellt. Weitere Verwendungsarten sind Kunsttischlerei und Drechslerarbeiten.

### Internationaler Handel

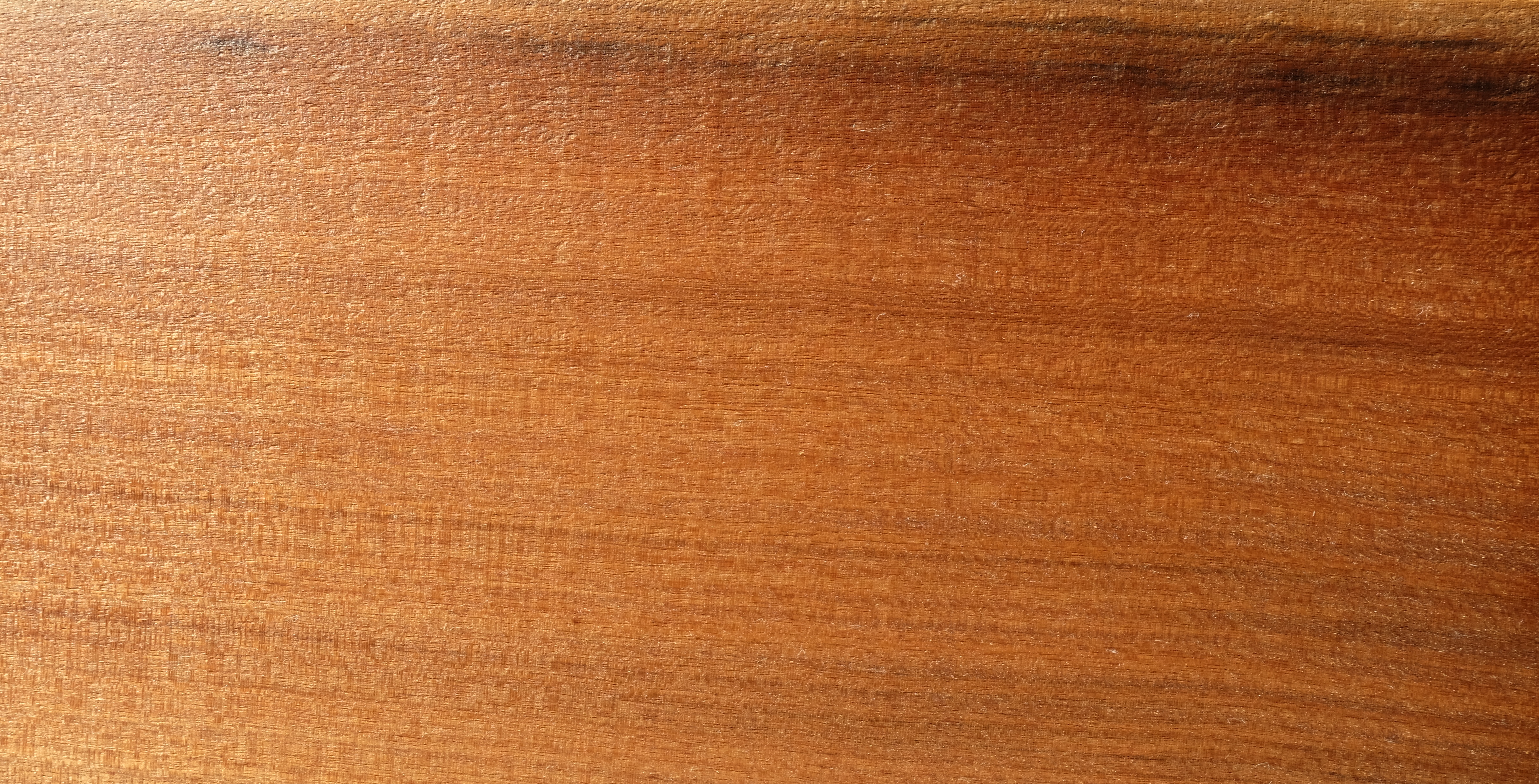
Gemessertes Furnier, Holzart: Mansonia

Das Holz von Mansonia altissima wurde erstmals in den 1930ern aus Nigeria exportiert. Zwischen 1959 und 1970 exportierte Nigeria ca. 15.500 m³ Rundholz und 800 m³ Schnittholz. Die Elfenbeinküste exportierte in den Jahren 1967–1972 ungefähr 131.400 m³ Rundholz und 2700 m³ Schnittholz. Ghana exportierte in den Jahren 2000 und 2001 2700 m³ Schnitt- und 300 m³ Rundholz. Europa und die Vereinigten Staaten gelten als Hauptimporteure.
| Kenngröße               | Wert    | Einheit |
| ----------------------- | ------- | ------- |
| Rohdichte               | 0,6–0,7 | g/cm³   |
| Druckfestigkeit         | 60      | N/mm²   |
| Elastizitätsmodul       | 13.000  | N/mm²   |
| Zugfestigkeit           | 110–120 | N/mm²   |
| Biegefestigkeit         | 125     | N/mm²   |
| Schwindmaß (Radial)     | 4,0     | %       |
| Schwindmaß (Tangential) | 6,2     | %       |
| Schwindmaß (Volumen)    | 11,9    | %       |
| Ladungsgewicht          | 900–950 | kg/m³   |

 Quelle:

## Taxonomie
Die Art wurde von Auguste Jean Baptiste Chevalier 1909 unter dem Basionym Achantia altissima erstbeschrieben und später von ihm selbst 1912 in die Gattung Mansonia transferiert. Die Gattung Mansonia umfasst fünf tropische Baumarten mit disjunkter (aus mehreren getrennten Teilarealen bestehender) Verbreitung in West-, Zentral- und Ostafrika, dem östlichen Indien und dem Grenzgebiet zwischen Myanmar und Thailand in Asien.
Es werden zwei Varietäten unterschieden:
- Mansonia altissima var. altissima
- Mansonia altissima var. kamerunica Jacq.-Fél.; Diese wird durch glatte junge Zweige unterschieden.[6]

Die Abgrenzung der zweiten Varietät zu unter dem Namen Mansonia nymphaeifolia Mildbr. aus Kamerun beschriebenen Exemplaren ist unklar.